# مقرابية
مقرابية أو ثعابين العالم القديم القطية (الاسم العلمي: Telescopus)، هو جنس يتكون من 12 نوعًا من الثعابين معتدلة السمية في فصيلة الأحناش.

## النطاق الجغرافي
توجد أنواع المقرابية من البلقان وباكستان حتى جنوب وغرب إفريقيا، بالإضافة إلى نوعين في شمال أوراسيا.